# Силвер Лејк (Северна Каролина)
Силвер Лејк (енгл. Silver Lake) насељено је место без административног статуса у америчкој савезној држави Северна Каролина.

## Демографија
По попису из 2010. године број становника је 5.598, што је 190 (-3,3%) становника мање него 2000. године.
| Група             | 2000.         | 2010.         |
| Белци             | 5.036 (87,0%) | 4.229 (75,5%) |
| Афроамериканци    | 463 (8,0%)    | 494 (8,8%)    |
| Азијати           | 70 (1,2%)     | 45 (0,8%)     |
| Хиспаноамериканци | 125 (2,2%)    | 722 (12,9%)   |
| Укупно            | 5.788         | 5.598         |